# ROG 폰 II
ROG 폰 II(ROG Phone II)는 에이수스가 1세대 ROG 폰에 이어 2세대 ROG 스마트폰 시리즈로 출시한 안드로이드 게임용 스마트폰이다. 2019년 7월 출시되었으며, 샤오미 블랙샤크 2 프로, ZTE 누비아 레드 매직 3s와 경쟁하고 있다.